# Paphinia levyae var. angustisegmenta
Variété
Paphinia levyae var. angustisegmenta Garay est une variété de plantes à fleurs de la famille des Orchidaceae (les orchidées) et de la sous-tribu des Stanhopeinae.
L’aspect de la fleur est assez différent de celui de Paphinia levyae. Si le labelle est identique avec notamment ses lamelles presque à angle droit à sa base, les autres segments floraux, d’une couleur rouge orangée délavée, ne possèdent pas de bordures blanches. Les pétales sont également nettement plus étroits.

## Étymologie
angustisegmentus, a, um adj. latin : segment étroit.

## Diagnose
A varietate typica color sepalorum petalorumque multo pallidior et petala ispsa multo angustiora differt.
Garay. Harvard Papers in Botany 4(1): 311. 1999.

## Répartition et biotope
La plante type a été découverte dans la région de Lita, près de la province équatorienne de Carchi.

## Culture
Aucune information disponible.